# Ösjöberg
Ösjöberg är en nedlagd järnmalmsgruva belägen i Hjulsjö socken i Hällefors kommun.
Ösjöberg ligger 11 km öster om Hällefors. När gruvorna började brytas vet man inte. De omnämns för första gången i 1644 års bergmästarrelationer, och uppgavs då ha ett djup på 8 famnar. 40 år senare ska gruvan ha varit utbruten, en ny hade dock blivit upptagen bredvid. I bergmästarrelationerna från 1700-talet nämns ofta Ösjöbergsgruvan. 
År 1904 byggdes en linbana till anrikningsverket i Hjulsjö. 1907 byggdes en lave vid Kärrgruvan med kompressoranläggning. Gruvan kom 1910 i AB Stjernfors-Ställdalens ägo efter att den förre ägaren, AB Bredsjö Bruk, gått i konkurs. Under lågkonjunkturen 1923 lades driften ner, men 1927 var arbetena igång igen. 1938 uppfördes en ny lave, och 1941 byggdes ett nytt kross- och sovringsverk. Anrikningen hade vid detta laget flyttats till Bredsjö, dit malmen skickades per linbana. 
År 1961 köptes Stjernfors-Ställdalen upp av Stora Kopparbergs Bergslags AB. Året därefter uppfördes ett nytt spelhus vid Ösjöbergsgruvan, efter att det gamla förstörts i en brand. 1964 lades gruvan ner.
Ösjöbergsgruvan köptes sedan av Bredsjö Makadam AB 1974, och 1979 av Nya Bredsjö Makadam AB. 1984 köptes gruvorna av en privatperson i Hällefors.
Gruvanläggningen är idag[när?] i starkt förfall, då nästan samtliga byggnader är byggda i trä. Kvar finns kross- och sovringsverket (i mycket dåligt skick) från 1941, gruvlaven från 1938, en transformatorbyggnad och gruvkontoret, även detta mycket förfallet.